# تشيما دي بيانكابيلا
تشيما دي بيانكابيلا (بالإنجليزية: Cima di Piancabella)‏ هو أحد جبال سلسلة جبال الألب ليبونتيني وجزء من القمة الأم تشيما دي غانا بيانكا يقع في كانتون تيسينو, سويسرا. يبلغ ارتفاع الجبل حوالي 2671 متر، بينما يبلغ ارتفاع نتوء الجبل 59 متر.